# Dan Crenshaw
Daniel Reed Crenshaw (* 14. března 1984, Aberdeen, Skotsko) je americký politik, bývalý důstojník námořnictva Spojených států amerických a od roku 2019 člen Sněmovny reprezentantů. Sloužil ve válce v Afghánistánu, kde získal hodnost komandér námořnictva. Při vojenské misi v roce 2016 byl zasažen improvizovaným výbušným zařízením a přišel o své pravé oko.

## Osobní život
V útlém věku vyrůstal v texaském městě Katy. Jeho matka zemřela na rakovinu, když mu bylo 10 let. Otec pracoval v ropném průmyslu a kvůli jeho zaměstnání se rodina často stěhovala. Crenshaw své mládí strávil v Kolumbii a Ekvádoru, díky čemuž se naučil španělsky. Střední školu absolvoval v Bogotě, po ukončení středoškolských studií se vrátil do USA.

## Politické pozice
Crenshaw je součástí neokonzervativního křídla Republikánské strany. Staví se pro intervenční politiku a podporuje zapojení amerických vojsk do válek na Blízkém východě. Jako jedno z hlavních rizik vnímá íránský vliv v regionu. Podporoval likvidaci íránského generála Kásima Sulejmáního, kterého označil jako jednoho z nejvýznamnějších světových podporovatelů terorismu. Kritizoval stahování jednotek z Afghánistánu a Sýrie. Vyzývá k většímu boji proti Islámskému státu nejen na území Iráku a Sýrie, ale také v afrických zemích.